# Juliano Máquina
Juliano Fernando Gento Máquina (18 augustus 1993) is een Mozambikaans bokser. Hij nam in 2012 deel aan het lichtgewicht voor mannen, maar hij werd uitgeschakeld in de eerste ronde.